# Ommatius gemma
Ommatius gemma är en tvåvingeart som beskrevs av Clement Samuel Brimley 1928. Ommatius gemma ingår i släktet Ommatius och familjen rovflugor. Inga underarter finns listade i Catalogue of Life.